# Greysia Polii

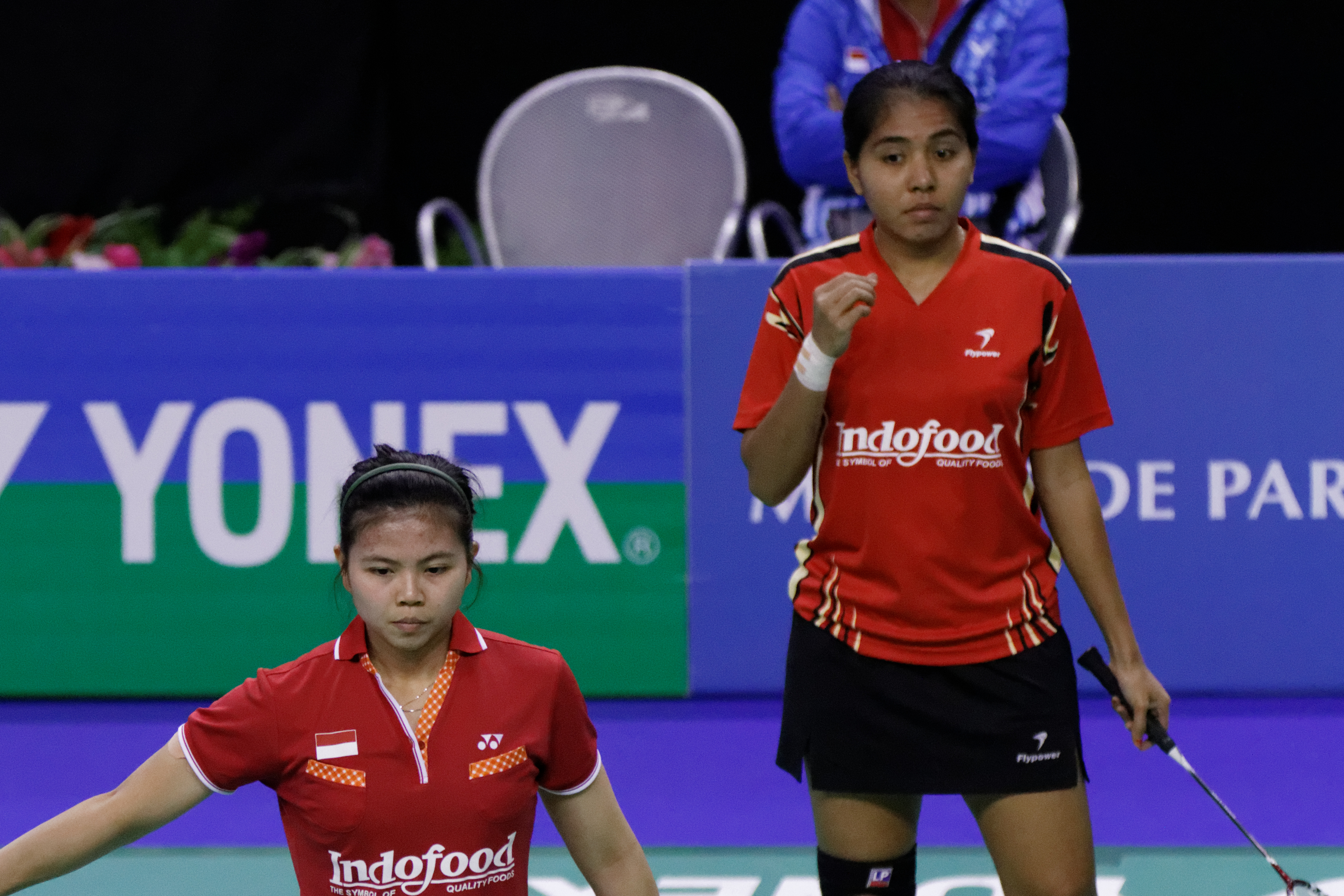
Greysia Polii (links) - Nitya Krishinda Maheswari (rechts), French Super Series 2013.

Greysia Polii (* 11. August 1987 in Jakarta) ist eine indonesische Badmintonspielerin.

## Karriere
Greysia Polii gewann 2003 die Einzelmeisterschaften im Damendoppel in Indonesien. Zwei Jahre später holte sie Bronze bei der Asienmeisterschaft und Silber bei den Südostasienspielen. 2006 siegte sie bei den Philippines Open. 2007 gab es noch einmal Silber bei den Südostasienspielen. Bei den Olympischen Spielen 2012 wurde sie gemeinsam mit ihrer Partnerin Meiliana Jauhari vom Weltverband wegen Spielmanipulation von den Spielen disqualifiziert. Im letzten Gruppenspiel zeigten die beiden sichtbar nicht den Willen, das Spiel gewinnen zu wollen, da sie bei einer Niederlage in der anschließenden K.O.-Runde auf vermeintlich schwächere Gegner getroffen wären.

## Erfolge
| Saison | Veranstaltung              | Disziplin   | Platz | Name                                      |
| ------ | -------------------------- | ----------- | ----- | ----------------------------------------- |
| 2003   | Indonesische Meisterschaft | Damendoppel | 1     | Greysia Polii / Heni Budiman              |
| 2005   | Asienmeisterschaft         | Damendoppel | 3     | Jo Novita / Greysia Polii                 |
| 2005   | Südostasienspiele          | Damendoppel | 2     | Jo Novita / Greysia Polii                 |
| 2006   | Philippines Open           | Damendoppel | 1     | Jo Novita / Greysia Polii                 |
| 2007   | Swiss Open                 | Mixed       | 2     | Muhammad Rizal / Greysia Polii            |
| 2007   | Indonesische Meisterschaft | Damendoppel | 1     | Greysia Polii / Jo Novita                 |
| 2007   | Südostasienspiele          | Damendoppel | 2     | Jo Novita / Greysia Polii                 |
| 2007   | Swiss Open                 | Damendoppel | 3     | Greysia Polii / Vita Marissa              |
| 2009   | Weltmeisterschaft          | Damendoppel | 9     | Nitya Krishinda Maheswari / Greysia Polii |
| 2009   | Südostasienspiele          | Damendoppel | 5     | Nitya Krishinda Maheswari / Greysia Polii |
| 2013   | Thailand Open              | Damendoppel | 1     | Nitya Krishinda Maheswari / Greysia Polii |
| 2014   | Swiss Open                 | Damendoppel | 2     | Nitya Krishinda Maheswari / Greysia Polii |
| 2014   | Chinese Taipei Open        | Damendoppel | 1     | Nitya Krishinda Maheswari / Greysia Polii |